# Asturleonski jezici
Asturleonski jezici, ogranak zapadnoiberskih jezika koji obuhvaća dva srodna jezika iz Španjolske i Portugala, to su asturijski ili asturski [ast], jezik Asturaca, i mirandski [mwl] u Portugalu. Ima preko 550,000 govornika.

## Vanjske poveznice
- Ethnologue (14th)
- Ethnologue (15th)